# Шоу Майкла Джей Фокса
«Шоу Майкла Джей Фокса» (англ. The Michael J. Fox Show) — комедийный сериал канала NBC с Майклом Джей Фоксом в главной роли. Премьера шоу состоялась осенью 2013 года. Канал заказал сразу 22 эпизода нового шоу. Авторами сериала, снятого одной камерой, стали Уилл Глак и Сэм Лэйборн, участвовавший в созданий шоу «Город хищниц». Сериал выходил по четвергам в 21:30 после шоу «Шон сохраняет мир».
5 февраля 2014 года NBC снял низкорейтинговый ситком с эфира, а 10 мая официально закрыл шоу. До этого сериал поставил антирекорд как самый низкорейтинговый ситком сезона на национальном телевидении.

## Сюжет
В центре сюжета оказывается знаменитый телеведущий Майкл Генри, давно страдающий болезнью Паркинсона, и который получает второй шанс, вернувшись на телевидение. События сериала во многом основаны на жизни самого Фокса.

## В ролях

### Основной состав
- Майкл Джей Фокс — Майкл Генри, бывший ведущий[9]
- Бэтси Брендт — Энни, его жена[10]
- Конор Ромеро — Йен, старший сын
- Джульетт Гоглия — Ева, дочь Майка и Энни
- Джек Гор — Грэм, младший сын
- Кэти Финнеран — Ли, младшая сестра Майка[11]
- Уэнделл Пирс — Гаррис Грин, лучший друг и начальник Майка
- Анна Ногьера — Кей Коста, продюсер Майка

### Второстепенные персонажи
- Элис Кримелберг — Риз, подруга Йена
- Джейсон Кравитц — Даг, интерн NBC

### Приглашённые звёзды
- Трэйси Поллан — Келли[12], разведённая соседка Генри
- Энн Хэч — Сьюзан Родригес Джонс[13], репортёр
- Крейг Бирко — Билл[14], сосед семьи Генри, психиатр
- Мэтт Лауэр — Играет себя[15]
- Чарлз Гродин — Стив Генри[16], отец Майка
- Кэндис Берген — Бет Генри[17], мать Майка
- Кристофер Ллойд[18] — Директор Мактэвиш, начальник Энни
- Стинг — Играет себя[19]
- Ричард Кайнд — Джаред Норвуд[20], сосед Майка, арестованный гангстер
- Брук Шилдс — Дебора[21], возлюбленная Йена
- Джастин Лонг — Зак[22]
- Саванна Гатри — Играет себя
- Кэти Ли Гиффорд — Играет себя

## Эпизоды
| # | Название       | Режиссёр             | Сценарий                    | Премьера         | Кол-во зрителей (в млн) |
| --- | -------------- | -------------------- | --------------------------- | ---------------- | ----------------------- |
| 1 | «Pilot»        | Уилл Глак            | Сэм Лэйборн и Уилл Глак     | 26 сентября 2013 | 7,50                    |
| Майк Генри болен Паркинсоном, и поэтому когда-то оставил роль ведущего на центральном канале. Сейчас он вновь получает возможность заняться любимым делом, а поддержит его в этом дружная семья. |                |                      |                             |                  |                         |
| 2 | «Neighbor»     | Виктор Нелли-Младший | Лон Зиммет и Дэн Рубин      | 26 сентября 2013 | 7,50                    |
| Майку нравится недавно разведённая соседка Келли. Ева, дочь Майка, пытается подружиться с девочкой, которую считает лесбиянкой. Ли притворяется, что Грэм — её сын, чтобы подружиться с другими матерями-одиночками. |                |                      |                             |                  |                         |
| 3 | «Art»          | Эндрю Флеминг        | Эми Аниоби                  | 3 октября 2013   | 5,35                    |
| Семье не нравится, что Ева увлекается фотографированием обнажённых людей. Йен получает плохой совет относительно романтики от Харриса, а Ли пытается всё исправить. Грэм узнаёт секрет, как не попасть в неприятности. |                |                      |                             |                  |                         |
| 4 | «Hobbies»      | Скотт Эллис          | Сэм Лэйборн                 | 10 октября 2013  | 3.86                    |
| Майк и Энни пытаются привить Грэму какое-нибудь хобби. Бывшая конкурентка Майка, злобная Сьюзан Родригес Джонс, получает работу в «WNBC». Йен и Ли помогает Еве справиться с кибер-хулиганов. |                |                      |                             |                  |                         |
| 5 | «Interns»      | Майкл Патрик Дженн   | Эмили Катлер                | 17 октября 2013  | 3.56                    |
| Ева становится интерном Сьюзан. Энни не может найти в себе силы признаться Ли, что подростковый роман, который она пишет, просто ужасен. Йен проводит собеседование для потенциальных участников своего нового бизнес-проекта, а помогает ему в этом Грэм.                                                                   |                |                      |                             |                  |                         |
| 6 | «Teammates»    | Джон Фортенберри     | Бен Уэслер                  | 24 октября 2013  | 3.76                    |
| После ссоры с грубым соседом Энни переживает, что Майк перестал вставать на её сторону. Ли заводит собаку, чтобы соблазнять парней в парке. Йен придумывает, как вернуть себе комнату. Ева хочет пойти на концерт группы, но неожиданно берёт на себя чужую ответственность.                                                 |                |                      |                             |                  |                         |
| 7 | «Golf»         | Фред Сэйвадж         | Энни Мэбейн и Стив Бэйзилон | 31 октября 2013  | 3.34                    |
| Майка приглашают принять участие в благотворительной игре в гольф, и супруги Генри решают устроить там романтический выходной, однако другая знаменитость становится камнем преткновения Майка. Пока родители в отъезде, младшие Генри решают сдать свою квартиру.                                                           |                |                      |                             |                  |                         |
| 8 | «Bed Bugs»     | Уэнди Стенцлер       | Алекс Рид                   | 7 ноября 2013    | 3.45                    |
| В результате атаки постельных клопов, Ли заболевает и переезжает временно жить к Генри. Майк готовится к интервью с губернатором Крисом Кристи, а Ева сожалеет из-за шутки, которую она устроила над Йеном. |                |                      |                             |                  |                         |
| 9 | «Homecoming»   | Тристрам Шапиро      | Мэгги Бендар                | 14 ноября 2013   | 2.53                    |
| Майк и Знни выбрасывают игрушки Грэма, с которыми он не играет — тогда мальчик решает избавиться от вещей, которыми больше не пользуются его родители. Йен готовится пойти со своей подружкой на её выпускной балл. Энни расстраивается, когда видит, как близка Ева с Ли.                                                   |                |                      |                             |                  |                         |
| 10 | «Thanksgiving» | Алекс Рид            | Пол Мэйзер                  | 21 ноября 2013   | 2.89                    |
| Родители Майка и Ли приезжают на День Благодарения. Ева и Харрис отправляются на поиски клюквенного соуса. Майк узнаёт, что у его отца проблемы со здоровьем, а Энни понимает, почему Ли старается избегать свою мать. |                |                      |                             |                  |                         |
| 11 | «Christmas»    | Тодд Холланд         | Бен Уэкслер                 | 12 декабря 2013  | 3.00                    |
| Планы Майка и Энни оказываются под угрозой из-за снежной бури. Йен расстроен из-за того, что родители не хотят устраивать сказочное Рождество для Грэма. Ева решает быть иудейкой. |                |                      |                             |                  |                         |
| 12 | «Party»        | Эрик Аппель          | Лелайя Стрэчан              | 2 января 2014    | 2,50                    |
| Майк устраивает шумную вечеринку в честь победы Харриса. Энни слишком переусердствует в роли заботливой мамы, когда вечеринка Грэма оказывается слишком скучной, и Ева и Ли пытаются отвлечь Энни. Ли решает воспользоваться лимузином Харриса в своих целях.                                                                |                |                      |                             |                  |                         |
| 13 | «Secret»       | Майкл Цинберг        | Лон Циммет и Дэн Рубин      | 9 января 2014    | 3.11                    |
| Готовя серьёзный репортаж о гангстере по имени Джаред Норвуд, Майк начинает сомневаться, не потерял ли он свои навыки журналиста-ищейки. Когда Грэм получает неожиданный подарок, между Евой и Йеном начинается настоящая война за судьбу подарка. Харрис и Ли пытаются держать в тайне свои отношения.                      |                |                      |                             |                  |                         |
| 14 | «Couples»      | Кен Уиттингэм        | Мэгги Бэндар                | 16 января 2014   | 1.99                    |
| Майк находит в своём доме друга с помощью Wi-Fi, а затем знакомит Энни с его женой. Ева влюбляется в молодого человека, чьё выступление она увидела в литературном клубе. Йен переживает, что Грэм застал его за мастурбацией, хотя мальчик даже не понял, в чём дело.                                                       |                |                      |                             |                  |                         |
| 15 | «Sochi»        | Эндрю Флеминг        | Пол Мэйзер                  | 23 января 2014   | 2.18                    |
| Майк и Сьюзан борются за право освещать зимние Олимпийские игры. Ли думает, что в её квартире завелось привидение. |                |                      |                             |                  |                         |
| 16 | «Surprise»     | Джейми Шеридан       | Энни Мэбейн и Стив Бэйзилон | Нет данных       | Нет данных              |
| Майк пытается устроить вечеринку-сюрприз по случая Дня рождения Ли, а Энни пытается помочь Еве перебороть влюблённость в молодого преподавателя. |                |                      |                             |                  |                         |
| 17 | «Co-op»        | Майкл МакДональд     | Лелайя Стрэчан              | Нет данных       | Нет данных              |
| Майк уговаривает соседа Билла возглавить кооператив, будучи уверенным, что Энни устала от этой должности. Между тем, Ли пытается понять — испытывает ли литературный агент к ней романтический чувства или профессиональный интерес, когда мужчина приглашает её на ужин.                                                    |                |                      |                             |                  |                         |
| 18 | «Biking»       | Эндрю Флеминг        | Эми Аниоби                  | Нет данных       | Нет данных              |
| Майк не понимает, почему ему так сложно научить Грэма ездить на велосипеде. На уроках танцев, куда его привела Ли, Йен знакомится с Деборой — женщиной старше его. |                |                      |                             |                  |                         |
| 19 | «Health»       | Джон Фортенберри     | Лора Киттрелл               | Нет данных       | Нет данных              |
| Энни снимают с должности учителя литературы и направляют преподавать ОБЖ — дети в восторге от курса сексуального воспитания, который им читает Энни. Между тем, Майк пытается уговорить нового директора вернуть Энни на место преподавателя литературы.                                                                     |                |                      |                             |                  |                         |
| 20 | «Brandon»      | Скотт Эллис          | Сэм Лэйборн и Кристен Ландж | Нет данных       | Нет данных              |
| Ли на волне успеха, когда к изданию готовится её первый роман. Между тем, в её жизни появляется её бывший — Брендон, который не вписывается в общую картину. Между тем, Харрис понимает, что любит Ли. Йен пытается понять, что нашла в нём Дебора, а Грэм хитростью заставляет Еву больше времени проводить за игрой с ним. |                |                      |                             |                  |                         |
| 21 | «Dinner»       | Виктор Нелли-Младший | Лон Зиммет и Дэн Рубин      | Нет данных       | Нет данных              |
| Йен устраивает званый ужин, чтобы познакомить родителей с Деборой. Ева решает попробовать марихуану, а Харрис никак не может признаться в своих чувствах к Ли. |                |                      |                             |                  |                         |
| 22 | «Changes»      | Эндрю Флеминг        | Сэм Лэйборн и Алекс Рид     | Нет данных       | Нет данных              |
| Йен решает, что пришло время съехать от родителей и жить самостоятельно — эта идея не по душе Энни, но привела в восторг Еву. Между тем, Харрис собирается сделать предложение Ли, но не может выбрать подходящее время — его только что уволили с канала.                                                                   |                |                      |                             |                  |                         |

Трансляция шоу в Австралии началась 15 января 2014 года на канале «Universal Channel». Были показаны все 22 эпизода сериала.

## Награды
В июне 2013 года шоу получило премию «Выбор телевизионных критиков» в категории «Самое волнующее новое шоу».
Майкл Джей Фокс получил номинацию на премию «Золотой глобус» в категории «Лучший актёр в комедийном шоу» за исполнение главной роли.